# 대청초등학교 (경남)
대청초등학교는 대한민국 경상남도 김해시에 있는 공립 초등학교이다.

전교 임원단
2021년 임원단 회장:석민규 부회장:배연진
2022년 임원단 회장:조현빈 부회장:이지윤
2023년 임원단 회장:박나연 부회장:임서연

## 학교 연혁
- 2005년 5월 1일: 개교

2022 제 16회 경남 교육감배 학교 스포츠클럽 대회 피구 우승
2023 김해교육지원청 학교스포츠클럽대회 상반기 리그전 농구,피구 우승
2023 제 17회 경남 교육감배 학교 스포츠클럽 대회 피구 우승
2024 경남 교육감배 학교 스포츠클럽대회 농구 우승

## 참고 자료
- 대청초등학교 - 한국교육학술정보원 학교알리미